# Křepice (Znojmo)
Křepice é uma comuna checa localizada na região de Morávia do Sul, distrito de Znojmo.